# Shoaib Akhtar
Shoaib Akhtar (Urdu شعیب اختر, Spitzname: „Rawalpindi Express“) (* 13. August 1975 in Rawalpindi, Punjab) ist ein pakistanischer Cricketspieler. Er ist als Bowler für seine außergewöhnliche Wurfgeschwindigkeit bekannt. Im Jahr 2006 schaffte er mit einer Wurfgeschwindigkeit von 160,1 km/h einen Eintrag ins Guinness-Buch der Rekorde.

## Karriere
Shoaib Akhtar bestritt bisher insgesamt 46 Test Matches für Pakistan. Sein Test-Debüt feierte er im November 1997 gegen die West Indies in seiner Heimatstadt Rawalpindi. Seinen bisher letzten Einsatz bei einem Test hatte er im Dezember 2007 gegen Indien in Bangalore. Akhtar wurde zudem bei 163 One-Day International Matches eingesetzt und nahm an drei Cricket Weltmeisterschaften teil (1999, 2003 und 2011). Er war ursprünglich auch im Aufgebot für die WM 2007, wurde aber kurz vor dem Turnier wegen einer Verletzung aussortiert.

## Querelen und Skandale
Aufgrund seines Lebensstiles hat er jedoch im Laufe seiner Karriere viele Höhen und Tiefen erlebt. Er wurde während der ICC Champions-Trophy 2006 zusammen mit seinem Spielkollegen Mohammed Asif wegen eines Dopingfalls für ein Jahr gesperrt.
Bei einem Vorbereitungsturnier für die ICC Twenty20 Weltmeisterschaft kam es vor dem Match gegen Schottland in der Kabine zu einem heftigen Streit zwischen Akhtar und seinem Teamkollegen Mohammad Asif. Akhtar wurde suspendiert und von seinem Verband für fünf Jahre gesperrt. Die Sperre wurde später jedoch auf 18 Monate verkürzt und schließlich ganz aufgehoben, als Akhtar vor einem Gericht Berufung gegen das Urteil einlegte.
Im September 2011 veröffentlichte er seine Autobiographie Controversally Yours.